# 中国医院协会
中国医院协会是中华人民共和国依法取得医疗机构执业许可的二级以上医疗机构组成的全国性、行业性、非营利性的社会团体。

## 历史沿革
1996年，中华医院管理学会成立。2005年改名为中国医院协会。2020年起不再由中华人民共和国国家卫生健康委员会主管。